# Dishnicë
Dishnicë è una frazione del comune di Këlcyrë in Albania (prefettura di Argirocastro).
Fino alla riforma amministrativa del 2015 era comune autonomo, dopo la riforma è stato accorpato, insieme agli ex-comuni di  Ballaban, Këlcyrë e Sukë  a costituire la municipalità di Këlcyrë.

## Località
Il comune era formato dall'insieme delle seguenti località:
- Beduqas
- Tolar
- Panarit
- Riban
- Varobop
- Kuqar
- Mertinje
- Xhanaj
- Benje
- Fratar
- Senican
- Katundishte
- Leskovec
- Gerdas
- Kodrisht